# Bei Bekannten

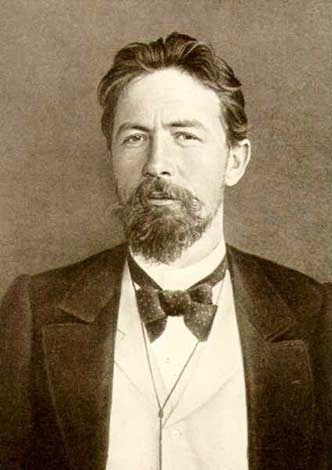
Anton Tschechow

Bei Bekannten (russisch У знакомых, U snakomych) ist eine Erzählung des russischen Schriftstellers Anton Tschechow, die Ende 1897 in Nizza entstand und 1898 im Februarheft der russischen Ausgabe der internationalen Zeitschrift Cosmopolis in Sankt Petersburg erschien. Die Übersetzung ins Deutsche brachte Eugen Diederichs 1902 in Leipzig heraus.
Der Moskauer Rechtsanwalt Podgorin, ein Junggeselle, erhält im zeitigen Sommer von seiner Bekannten Tatjana Alexejewna Lossewa und deren Freundin Warwara Pawlowna, Warja gerufen, eine schriftliche Einladung auf das nur zwei Eisenbahnstunden entfernte Landgut Kusminki. Vor sechs Jahren hatte Tatjana das Landgut mit in die Ehe gebracht. Ihr Gatte Sergej Sergejitsch Lossew – ein unfähiger, fauler Stadtbewohner – hatte es rasch heruntergewirtschaftet. Der Trinker und Hasardeur Lossew gilt als berüchtigter Moskauer Schürzenjäger.
Podgorin reist an und will drei Tage bleiben. Bald nach seiner Ankunft gesteht ihm Tatjana die hoffnungslose wirtschaftliche Lage des Gutes. Lossew wurde eine Stelle als Steuerinspektor in Perm oder Ufa angeboten, aber Tatjana möchte mit den „außergewöhnlichen Töchtern“ und Lossew auf Kusminki – in ihrem „heimatlichen Nest“ – bleiben. Podgorin in Konkurs-Angelegenheiten erfahren, solle sich bitte etwas einfallen lassen. Der Rechtsanwalt Podgorin redet in solchen Fällen gewöhnlich unverblümt Klartext, doch bei guten Bekannten schleicht er wie die Katze um den heißen Brei.
Unter vier Augen hat Warja im Gespräch mit dem Anwalt eine Lösung parat. Podgorin solle doch Tatjanas Schwester Nadeshda, Nadja genannt, einen Heiratsantrag machen. Podgorin denkt an die Zeit zurück, als er sich, damals Student der Rechte, als Hilfslehrer auf Kusminki verdingt hatte. Die Zeiten sind vorbei. Warja, jetzt Ärztin in einer Fabrik bei Tula, kann sich dort kaum über Wasser halten. Der Praktiker Podgorin ist überzeugt, Warjas Einmischung in fremde Angelegenheiten – hier in den Konkurs Kusminkis – bringe nichts.
Podgorin spricht auch – wiederum unter vier Augen – mit Nadja. Diese will sich nach dem unvermeidlichen Konkurs von der Schwester Tatjana trennen und eigene Wege gehen. Nadja will arbeiten. Podgorin weiß es besser, weil er seine ehemalige Schülerin genau kennt. Nadja wisse überhaupt nicht, was Arbeit bedeutet.
Als am Abend des ersten Besuchstages alle fünf Erwachsenen einsehen, dass Kusminki nicht zu retten ist und am 7. August unter den Hammer kommen wird, nimmt Lossew den Anwalt beiseite und pumpt ihn an. Podgorin steckt dem Gutsherrn hundert Rubel zu, bittet aber um gelegentliche Rückgabe, denn er brauche sein Geld.
Mit dem Heiratsantrag wird es nichts. Im Gegenteil – in der lauschigen Frühsommernacht versteckt sich Podgorin vor Nadja, verhindert somit das Tête-à-Tête und reist am nächsten Morgen – ohne Abschied von den drei Damen – vorzeitig nach Moskau zurück.

## Deutschsprachige Ausgaben
Verwendete Ausgabe
- Bei Bekannten. Erzählung. Deutsch von Gerhard Dick. S. 314–335 in Wolf Düwel (Hrsg.): Anton Tschechow: Die Dame mit dem Hündchen. Meistererzählungen. 612 Seiten. Rütten & Loening, Berlin 1967 (1. Aufl.)